# Vília
Vília, en grec moderne : Βίλια, est un district municipal et un village du dème de Mándra-Idýllia, en Attique, Grèce.
Selon le recensement de 2011, la population du district municipal compte 1 753 habitants tandis que celle de la localité s'élève à 1 269 habitants.